# Campionati europei di atletica leggera 2010 - 10000 metri piani femminili

## Podio
| #      | Atleta            | Nazionalità | Tempo    | Note                                     |
| ------ | ----------------- | ----------- | -------- | ---------------------------------------- |
| Oro    | Elvan Abeylegesse | Turchia     | 31'10"23 |                                          |
| Bronzo | Jéssica Augusto   | Portogallo  | 31'25"77 |                                          |
| Bronzo | Hilda Kibet       | Paesi Bassi | 31'36"90 | Miglior prestazione personale stagionale |

## Record
Prima di questa competizione, il record del mondo (RM), il record europeo (EU) ed il record dei campionati (RC) sono i seguenti:
| Record                | Tempo    | Atleta            | Luogo             | Data       |
| --------------------- | -------- | ----------------- | ----------------- | ---------- |
| Record mondiale       | 26'17"53 | Wang Junxia       | Pechino           | 8-09-1993  |
| Record europeo        | 26'52"30 | Elvan Abeylegesse | Pechino           | 15-08-2008 |
| Record dei campionati | 27'30"99 | Paula Radcliffe   | Monaco di Baviera | 8-08-2002  |

## Programma
| Data           | Ora   | Turno  |
| -------------- | ----- | ------ |
| 28 luglio 2010 | 21:05 | Finale |

## Risultati

### Finale
Martedì 28 luglio, ore 21:05 CEST.
| #       | Atleta                    | Paese       | Tempo    | Note                                     |
| ------- | ------------------------- | ----------- | -------- | ---------------------------------------- |
| Oro     | Elvan Abeylegesse         | Turchia     | 31'10"23 |                                          |
| Argento | Jéssica Augusto           | Portogallo  | 31'25"77 |                                          |
| Bronzo  | Hilda Kibet               | Paesi Bassi | 31'36"90 | Miglior prestazione personale stagionale |
| 4       | Sabrina Mockenhaupt       | Germania    | 32'06"02 |                                          |
| 5       | Yelena Sokolova           | Russia      | 32'36"71 |                                          |
| 6       | Krisztina Papp            | Ungheria    | 32'49"05 |                                          |
| 7       | Dulce Félix               | Portogallo  | 33'12"93 |                                          |
| 8       | Sviatlana Kudzelich       | Bielorussia | 33'31"33 |                                          |
| 9       | Martina Strähl            | Svizzera    | 33'37"89 |                                          |
| 10      | Jacqueline Martín         | Spagna      | 34'11"49 |                                          |
| 11      | Zsófia Erdélyi            | Ungheria    | 34'57"77 |                                          |
| -       | Federica Dal Rì           | Italia      | NF       |                                          |
| -       | Karoline Bjerkeli Grøvdal | Norvegia    | NF       |                                          |
| -       | Maria Sig Møller          | Danimarca   | NF       |                                          |
| -       | Sara Moreira              | Portogallo  | NF       |                                          |
| -       | Liliya Shobukhova         | Russia      | NF       |                                          |
| dq      | Inga Abitova              | Russia      | 31'22"83 |                                          |
| dq      | Meryem Erdogan            | Turchia     | 31'44"86 |                                          |

Legenda: SQ = squalificato; NF = ritirato.